# Alpes Poenninae

Alpes Poenninae

Alpes Poenninae, eller Alpes Graiae, var en romersk provins belägen i motsvarande dagens Aostadalen och Valais i Schweiz.  Provinsen etablerades år 15 f.Kr. 